# Prosopocera robecchii
Prosopocera robecchii là một loài bọ cánh cứng trong họ Cerambycidae.